# کشورهای آلپی

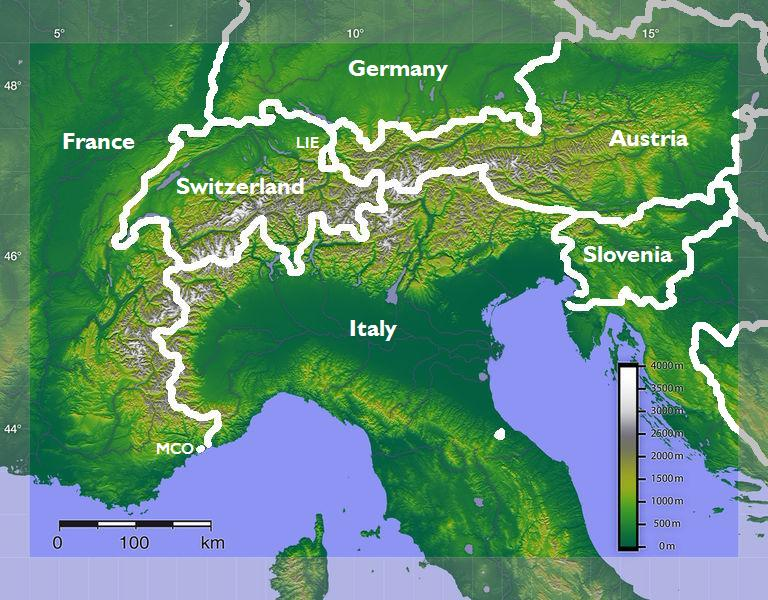
Alps with international borders marked

کشورهای آلپی (انگلیسی: Alpine states) عنوانی است برای ۸ کشور اروپایی که رشته کوه آلپ در آنها قرار دارد. سه کشوری که بیشترین سهم از مساحت و جمعیت مناطق آلپی را دارند عبارتند از: اتریش، ایتالیا و فرانسه.

## فهرست کشورهای آلپی
- آلمان
- اتریش
- اسلوونی
- ایتالیا
- سوئیس
- فرانسه
- لیختن اشتاین
- موناکو